# پل وینچل
پل وینچل (انگلیسی: Paul Winchell؛ ۲۱ دسامبر ۱۹۲۲ – ۲۴ ژوئن ۲۰۰۵) یک صدا پیشه و هنرپیشه اهل ایالات متحده آمریکا بود. وی بین سال‌های ۱۹۳۸ تا ۱۹۹۹ میلادی فعالیت می‌کرد.

## گزیدهٔ فیلم‌شناسی
- روباه و سگ شکاری (۱۹۸۱)
- داستاردلی و ماتلی در ماشین‌های پرنده‌شان (۱۹۷۰–۱۹۶۹)
- راه جبهه از کدوم طرفه؟ (۱۹۷۰)